# Gare de Stratford (Ontario)
La gare de Stratford est une gare ferroviaire à Stratford en Ontario. Elle est desservie par le train de Via Rail Canada entre Toronto et Sarnia, ainsi que le train de la ligne Kitchener de GO Transit dans le cadre d'un projet pilote. La gare est située sur Shakespeare Street, au sud du centre-ville de Stratford.

## Situation ferroviaire
La gare est située à la borne 88,5 milles (142,4 km) de la subdivision Guelph du Canadien National, entre les gares de St. Marys et de Kitchener.

## Histoire

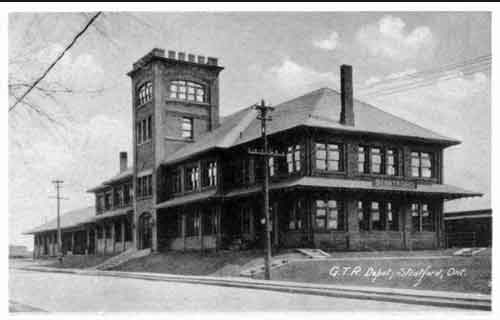
Carte postale de 1919 montrant la gare, avec une tour (démolie).

En 1856, à deux mois d'intervalle, deux chemins de fer ont croisé leurs lignes au siège du comté de Huron, la ville de Stratford. Venant de l'est, la poussée du Grand Tronc vers l'ouest et du sud, le chemin de fer Buffalo & Lake Huron qui se dirige vers Goderich,. L'idée d'une seule gare pour desservir les deux lignes n'a même pas effleuré l'esprit des exploitants ferroviaires, chacun construisant sa propre gare. La gare du Grand Tronc suivait le style gothique charpentier, qui survit au Doon Heritage Village de Petersburg, en Ontario.
Avec la construction d'un nouvel atelier de force motrice, le Grand Tronc a prévu une nouvelle gare pour la ville. Le transfert des opérations à la gare de Buffalo & Lake Huron, la deuxième de l'opérateur, a été achevé en 1861. La nouvelle gare a ouvert ses portes en 1873, une grande gare en bois de style néogothique avec une section centrale de deux étages et des ailes d'un étage de chaque côté. La nouvelle gare se situait à l'endroit où se trouve le stationnement à l'ouest de la gare actuelle. Le premier étage abritait les bureaux du chef en gare et du chef de triage, tandis que le rez-de-chaussée était occupé par la billetterie et le poste de télégraphiste. Une aile abrite la salle d'attente des dames et des familles ainsi que le fumoir des hommes. L'autre aile abritait les salles de fret et de bagages.
Alors que le XIXe siècle touche à sa fin et que Stratford devient potentiellement un arrêt du nouveau chemin de fer Canadian Northern, une nouvelle gare Union est planifiée et présentée en 1903 dans le cadre du programme de modernisation de l'opérateur. Les plans ont changé lorsqu'en 1906, le Canadian Northern a choisi une autre route. Le Grand Tronc a donc prévu une gare beaucoup plus modeste pour Stratford. Bien qu'elle soit déçue que Stratford n'accueille pas la gare Union de l'ouest, la ville n'a pas pu faire grand-chose contre ce changement, n'ayant aucune influence ni aucun contrôle réel sur les décisions du chemin de fer. Une nouvelle gare plus petite a été présentée en 1910, loin des gares spacieuses prévues pour Guelph et achevées à Brantford plus tôt dans le siècle.
Des briques rouges ont été fournies par la briqueterie Milton et utilisées pour l'extérieur de la gare. Avec ses deux étages, la gare ressemblait à celle de 1871, mais sans les deux ailes. Le rez-de-chaussée comprenait une billetterie et un poste de télégraphiste, une salle d'attente générale et un fumoir séparé pour les hommes. Il y avait également des toilettes séparées pour les hommes et les femmes. Une petite cuisine et un comptoir pour le déjeuner ont été installés, et un bureau séparé pour les express et les bagages était relié par un passage couvert. Au premier étage se trouvaient les bureaux du chef de gare et du chef de triage. Les espaces publics étaient joliment décorés avec des bancs en chêne et des boiseries, des sols en terrazo et un éclairage électrique. La nouvelle gare a ouvert ses portes en 1913. Charles Hayes avait prévu d'assister à l'inauguration, mais il n'est jamais revenu d'Angleterre, coulant à bord du RMS Titanic. Lorsque le Canadien National a pris en charge les opérations en 1923, les opérations à Stratford ont continué sans interruption.
Les années 1960 ont apporté beaucoup de changements au chemin de fer à Stratford. Lorsque les ateliers de force motrice ont fermé en 1964, le Canadien National a également apporté plusieurs changements à la gare. Le plus important fut l'enlèvement de la tour gothique à l'entrée et la peinture de l'extérieur en gris avec une nouvelle signalisation du Canadien National. La salle à manger et la cuisine du rez-de-chaussée ont été fermées et converties en bureaux pour la gare de triage, et une salle à manger et une cuisine pour les employés ont été installées au premier étage. Toute la salle d'attente a été recouverte de lambris en bois.
Lorsque le Canadien National a transféré tous ses services voyageurs à Via Rail, la gare de Stratford a fait partie des actifs transférés à Via en 1978. Via a procédé à un important remaniement de l'intérieur de la gare en 1989. Elle a vidé le premier étage et l'a transformé en bureaux pour les Infirmières de l'Ordre de Victoria, a installé un escalier et une entrée séparés vers l'extérieur et a retiré le fumoir. Les toilettes pour femmes ont été agrandies et de nouvelles toilettes pour homme ont été installées pour permettre l'accès aux personnes handicapées, qui ont occupé l'ancien bureau de la cour au rez-de-chaussée. Les lambris en bois ont été enlevés et peints, les bancs en chêne ont été remplacés par des chaises modernes en plastique. Des portes et des fenêtres en aluminium ont remplacé les portes et les fenêtres en bois d'origine.
La gare a reçu le statut de patrimoine local en 1988 et le statut de patrimoine fédéral en 1993, ce qui a permis de décaper la peinture extérieure et de restaurer la brique réelle.
En 1990 et 2004, Stratford a été desservie par le service conjointement exploité par Via Rail et Amtrak entre Chicago et Toronto.
En septembre 2021, Metrolinx a annoncé le lancement d'un projet pilote prolongeant un seul train vers l'ouest de Kitchener à London, desservant Stratford et St-Marys.

## Services voyageurs

### Accueil
La gare de Stratford est une gare sans personnel. Les passagers de Via Rail doivent acheter leurs billets sur le site web, sur l'application mobile, ou par téléphone. La carte Presto n'est pas acceptée à bord le train de GO Transit. Les passagers de GO Transit qui prennent un train vers London ou Toronto doivent acheter un billet sur le site web et le valier dans leur téléphone cellulaire.
La gare est équipée d'une salle d'attente, d'un téléphone payant, et des toilettes publiques. La gare est accessible aux fauteuils roulants.

### Desserte
La gare de Stratford est desservie par un aller-retour de Via Rail entre Toronto et Sarnia tous les jours, et un aller-retour de GO Transit entre Toronto et London aux heures de pointe.

### Intermodalité
La gare est desservie par toutes les lignes de bus locales au terminus Cooper sur Downie Street, 350 mètres à l'ouest de la gare. Toutes les lignes de bus débutent et se terminent leurs trajets au terminus Cooper, en semaine de 6h à 21h30.
- 1 Huron
- 2 East End
- 3 McCarthy
- 4 Queensland
- 5 Devon
- 6 Downie
- 7 Industrial

En fin de semaine, toutes les lignes fixes deviennent un service à la demande, ce qui permet les clients de demander un trajet en fonction de leurs propres horaires et de l'arrêt souhaité. Le bus à la demande circulent le samedi entre 6h et 20, et le dimanche entre 10h et 17h30.
Les clients inscrits au transport adapté de Stratford peuvent réserver un trajet par téléphone, ou par courriel.
Les autobus de PC Connect desservent le terminus Stratford, le transport collectif régional du comté de Perth, tout à proximité de la gare. La route A dessert les communautés de Gadshill, Brunner, Milverton, Newton, Milbank, Listowel, Atwood, Monkton et Mitchell. La route B dessert les communautés de St. Pauls, St. Marys, Kirkton, Mitchell et Sebringville. La route 2 relie la gare de Kitchener, le terminus Stratford et l'hôpital Memorial de St. Marys. La route 3 relie London, St. Marys et Stratford.

## Gare marchandise
La gare de Stratford est également une gare de marchandises, elle abrite le siège de la Goderich-Exeter Railway (en)  (GEXR)